# Friedrich Domin
Friedrich Domin, född 15 maj 1902 i Beuthen, Kejsardömet Tyskland, död 18 december 1961 i München, Västtyskland, var en tysk skådespelare. Domin som filmdebuterade 1939 medverkade på 1950-talet i större biroller i flera tyska filmer.

## Filmografi
- 1941 – Komödianten
- 1954 – Den store kirurgen
- 1955 – Lola Montez – kurtisanen
- 1955 – Min ungdoms Marianne
- 1956 – Flickan från Flandern
- 1956 – Flykten västerut
- 1956 – Kuppen i Köpenick
- 1957 – Fröken går i ringen
- 1958 – Kvinnoläkaren berättar